# Sanshiro Murao
Sanshiro Murao (en japonés: 村尾三四郎, Murao Sanshiro; Nueva York, Estados Unidos, 28 de agosto de 2000) es un deportista japonés que compite en judo.
Participó en los Juegos Olímpicos de París 2024, obteniendo dos medallas de plata, en la categoría de –90 kg y en el equipo mixto.
Ganó dos medallas en el Campeonato Mundial de Judo, en los años 2023 y 2025, y dos medallas de oro en el Campeonato Asiático de Judo, en los años 2022 y 2024.

## Palmarés internacional
| Juegos Olímpicos    | Juegos Olímpicos       | Juegos Olímpicos  | Juegos Olímpicos |
| Año                 | Lugar                  | Medalla           | Categoría        |
| ------------------- | ---------------------- | ----------------- | ---------------- |
| 2024                | París (Francia)        | Medalla de plata  | –90 kg           |
| 2024                | París (Francia)        | Medalla de plata  | Equipo mixto     |
| Campeonato Mundial  |                        |                   |                  |
| Año                 | Lugar                  | Medalla           | Categoría        |
| 2023                | Doha (Catar)           | Medalla de bronce | –90 kg           |
| 2025                | Budapest (Hungría)     | Medalla de oro    | –90 kg           |
| Campeonato Asiático |                        |                   |                  |
| Año                 | Lugar                  | Medalla           | Categoría        |
| 2022                | Nursultán (Kazajistán) | Medalla de oro    | –90 kg           |
| 2024                | Hong Kong (China)      | Medalla de oro    | –90 kg           |